# The Cost of Beauty
The Cost of Beauty er en britisk stumfilm fra 1924 af Walter Summers.

## Medvirkende
- Betty Ross Clarke som Diana Faire
- Lewis Dayton som Garth Walters
- James Lindsay som Henri Delatour
- Tom Reynolds
- Patrick Aherne
- Nina Vanna